# Levierella
Levierella là một chi rêu trong họ Fabroniaceae.